# Alive in Europe
Alive in Europe è un album dal vivo del gruppo musicale statunitense Tesla, pubblicato il 28 aprile 2010 dalla Frontiers Records. 
Raccoglie il meglio delle esibizioni tenute dal gruppo a Barcellona e Amburgo durante il tour europeo dell'album Forever More nel luglio del 2009.

## Tracce
1. Forever More – 4:56 (Jeff Keith, Frank Hannon, Brian Wheat, Troy Luccketta, Dave Rude, Terry Thomas)
2. I Wanna Live – 3:47 (Keith, Hannon, Wheat, Luccketta, Rude, Thomas)
3. Modern Day Cowboy – 5:39 (Keith, Hannon, Tommy Skeoch)
4. Heaven's Trail (No Way Out) – 5:42 (Keith, Skeoch)
5. What A Shame – 4:45 (Keith, Hannon, Wheat)
6. Shine Away – 7:15 (Keith, Hannon, Wheat, Skeoch)
7. Love Song – 7:28 (Keith, Hannon)
8. What You Give – 7:08 (Keith, Hannon)
9. The Way It Is – 6:09 (Keith, Hannon, Luccketta, Skeoch)
10. Breakin' Free – 5:15 (Keith, Hannon, Wheat, Luccketta, Rude, Thomas)
11. Hang Tough – 4:35 (Keith, Hannon, Wheat, Luccketta, Skeoch)
12. So What! – 3:49 (Keith, Hannon, Wheat, Luccketta, Rude, Thomas)
13. Signs – 3:23 (Les Emmerson)
14. Little Suzi – 4:41 (Jim Diamond, Tony Hymas)
15. Into the Now – 5:12 (Keith, Hannon, Luccketta)

## Formazione
- Jeff Keith – voce
- Frank Hannon – chitarre, tastiere, cori
- Dave Rude – chitarre, cori
- Brian Wheat – basso, pianoforte, cori
- Troy Luccketta – batteria